# Ghilas Aïnouche
Ghilas Aïnouche (en kabyle : Γilas Σinuc), né le 10 octobre 1988 à Sidi-Aïch, est un caricaturiste et dessinateur de presse algérien. En 2022, Ghilas Aïnouche est condamné par contumace à 10 ans de prison, en particulier pour « atteinte au président de la République » à travers ses dessins, depuis il est réfugié en France.

## Biographie
Il dessine depuis son enfance.  Il définit son activité comme un « métier-passion » ,...[style à revoir]
Après son bac en 2008, il collabore avec un journal universitaire. Ensuite, il travaille dans un hebdomadaire, à la télé et pour des quotidiens nationaux avant de se fixer à TSA (Tout sur l’Algérie) depuis 2013 ; puis il est licencié en raison de ses dessins. En 2014, alors âgé de 25 ans il devient pigiste à Charlie Hebdo un « rêve de gosse » selon lui.
En 2016, il est l'invité d'honneur de la 14e édition du festival « Couleurs d’Afrique » à Elbeuf en Normandie. En octobre et novembre 2017, invité par le département d'État américain aux États-Unis, il participe au programme intitulé Dessinateur de Presse. En 2018, il fête ses 10 ans de carrière en tant que dessinateur de presse. 
Depuis les attentats contre Charlie Hebdo le 7 janvier 2015, il ne cesse de recevoir menaces et insultes de certains cercles occultes,.
Après des violences exercées par la police algérienne à cause de ses dessins le 22 juillet 2017 à Aokas (Béjaïa), Ghilas Aïnouche présente des blessures apparentes ; malgré les photos et les nombreux témoins, sa plainte est refusée. Puis le journal TSA, avec lequel il collabore depuis 4 ans, est bloqué par le pouvoir algérien le 5 octobre 2017 à cause de quelques-uns de ses dessins publiés sur Facebook,. Le 28 novembre 2017, le journal licencie le caricaturiste pour lever ce blocage, signant par là le retour à la normale des parutions.
En 2022, Ghilas Aïnouche est condamné par contumace à 10 ans de prison, en particulier pour « atteinte au président de la République » et « apologie du terrorisme » à travers ses caricatures,.
Alors que Ghilas Aïnouche est réfugié en France, il affirme en 2025 être régulièrement contacté par les autorités algériennes, qui lui proposent l'annulation de sa peine de prison contre un ralliement au régime, ce qu'il refuse.

## Un briseur de tabous
« Quand on brise un tabou, on finit par le banaliser » répète souvent l'artiste, qui n'a aucune restriction envers des sujets considérés par certaines personnes comme dérangeants : le sexe, la mort, Dieu, les prophètes, les handicapés, les Juifs, les arabes, les maladies, les homosexuels...; ses dessins sont souvent considérés comme provocateurs, dérangeants, vulgaires, anti-pouvoir, anti-islam.

## Distinctions
Il a obtenu plusieurs distinctions pour ses dessins très virulents à l’égard du pouvoir algérien et des extrémistes de tous bords. Premier Prix au Concours national de la caricature en 2010, Prodige algérien en tant que caricaturiste par l'opérateur de la téléphonie mobile Djezzy en 2012, prix du Bournous Awaghlis 2015 dans sa région natale et élu « Personnalité kabyle de l’année 2015 » par le journal électronique Kabylie-news. L'hebdomadaire français Le Point le place parmi les sept artistes marquants de l'année 2015 en Algérie

## Ouvrages parus
En 2014, il publie son premier livre Sauve qui peut !, aux éditions Édilivre 